# Joey Tempest
Joey Tempest, pseudonimo di Rolf Magnus Joakim Larsson (Upplands Väsby, 19 agosto 1963), è un cantautore, compositore e musicista svedese, voce solista e principale autore dei testi e delle musiche degli Europe.

## Biografia

### Gli inizi
Frequenta la Odenslunda Skola, ma già da piccolissimo è appassionato di musica. Il suo primo idolo fu Elton John. Grazie all'aiuto della sorella, comincia a suonare il pianoforte e la chitarra, suonando poi per i suoi compagni di classe o per i suoi amici nella cantina di casa. La sua prima band sono i Made in Hong Kong, notevolmente influenzata dallo stile dei Sweet e dei Slade: canta e suona la chitarra, il basso all'occorrenza.
La tappa successiva sono i Roxanne, i cui intenti erano davvero seri. Incontra casualmente John Norum: nel 1979, a soli sedici anni, si unisce ai Force; di lì a poco avrà iniziò la storia, quella che porterà gli Europe ai vertici della scena musicale internazionale. Tra le altre vicende riguardanti gli Europe, è da ricordare che nel 1985 Joey fa il suo debutto come produttore della sorella di John Norum, Tone Norum: oltre a ciò, canta nei cori e suona tutti gli strumenti, eccetto alcuni assoli di chitarra e batteria. Il singolo Stranded diviene una hit, una canzone sullo stile degli Europe, molto più soft e tendente al pop.
Nello stesso anno, Joey scrive la canzone Give a helping hand, in favore dei disagiati etiopi, registrata dalla Swedish Metal Aid, una band composta dai migliori hardrockers svedesi. Il produttore del singolo è Kee Marcello. Nel 1992 invece, il cantante collabora ancora con John Norum in Face the Truth, con Joey che canta in We Will Be Strong e partecipa alla scrittura di Counting on your love: un risultato oltremodo piacevole.
Nell'anno 1997, pubblica insieme al soprano Anna Maria Kaufmann il singolo Running with a dream, che divenne l'inno ufficiale della Nazionale di calcio della Germania e vide lo stesso come direttore della Royal Philharmonic Orchestra, per l'occasione. Complessivamente, cantò in 5 brani dell'album Blame It On The Moon.

### Il successo
Le sue vicende sono dunque intimamente legate a quelle degli Europe essendo stato lui il principale autore di musiche e testi. Gli anni Novanta lo hanno visto impegnato in un progetto solista basato su un cambio di stile, con il passaggio dall'hard rock al country rock.
Il ricongiungimento degli Europe con l'album Start from the Dark ha riscosso un buon successo globale. 
Il 27 ottobre 2006 è uscito l'album Secret Society e, a settembre 2009, l'album Last Look at Eden.
Il nuovo ricongiungimento degli Europe con il chitarrista John Norum ha portato le ultime composizioni del cantante in sonorità nuovamente più Heavy in stile con il genere della band e la sua presenza in pubblico ha un look più essenziale e "scuro", decisamente heavy e che richiama i tempi del primo album Europe del 1983.
A ottobre del 2007, ha avuto il primo figlio, James Joakim (che lui chiama Jamie). Nel 2014, è nato il secondo, Jack.
Nel mese di aprile 2012, gli Europe hanno pubblicato l'album Bag of Bones (che ha debuttato al secondo posto nella classifica svedese, ed entrato in classifica in Gran Bretagna, la UK top 40 rock album charts). Il 3 marzo 2015 è la data scelta per l'uscita italiana del decimo album da studio degli Europe, War of Kings (su etichetta Hell&Back/Warner).
Walk the Earth è l'undicesimo album discografico degli Europe. È stato pubblicato il 20 ottobre 2017 dalla casa discografica Hell & Back. È stato prodotto da Dave Cobb. Gli Europe hanno scelto per la registrazione i prestigiosissimi Abbey Road Studios di Londra.

## Discografia

### Solista
- A Place to Call Home (1995)
- Azalea Place (1997)
- Joey Tempest (2002)

### Europe
- 1983 – Europe
- 1984 – Wings of Tomorrow
- 1986 – The Final Countdown
- 1988 – Out of This World
- 1992 – Prisoners in Paradise
- 2004 – Start from the Dark
- 2006 – Secret Society
- 2008 – Almost Unplugged
- 2009 – Last Look at Eden
- 2012 – Bag of Bones
- 2015 – War of Kings
- 2017 – Walk the Earth

### Lavori con altri artisti
- 1986 – Tone Norum: One of a Kind
- 1997 – Anna Maria Kaufmann: Running with a Dream